# Centaurea polyphylla
Centaurea polyphylla — вид квіткових рослин родини айстрових (Asteraceae). Ареал: Північний Кавказ, Грузія.